# Kurden in der Türkei

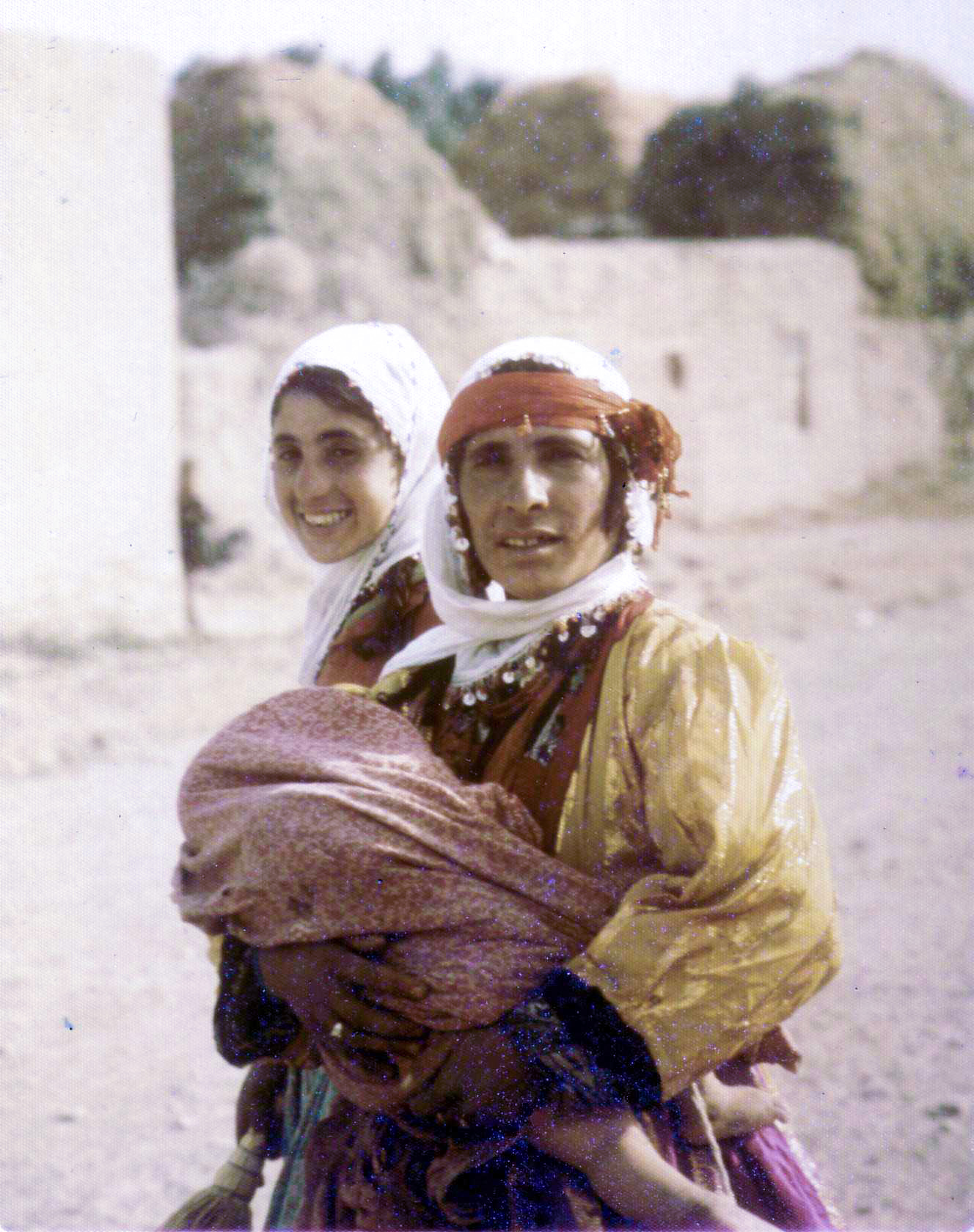
Kurdische Frau mit Töchtern 1973

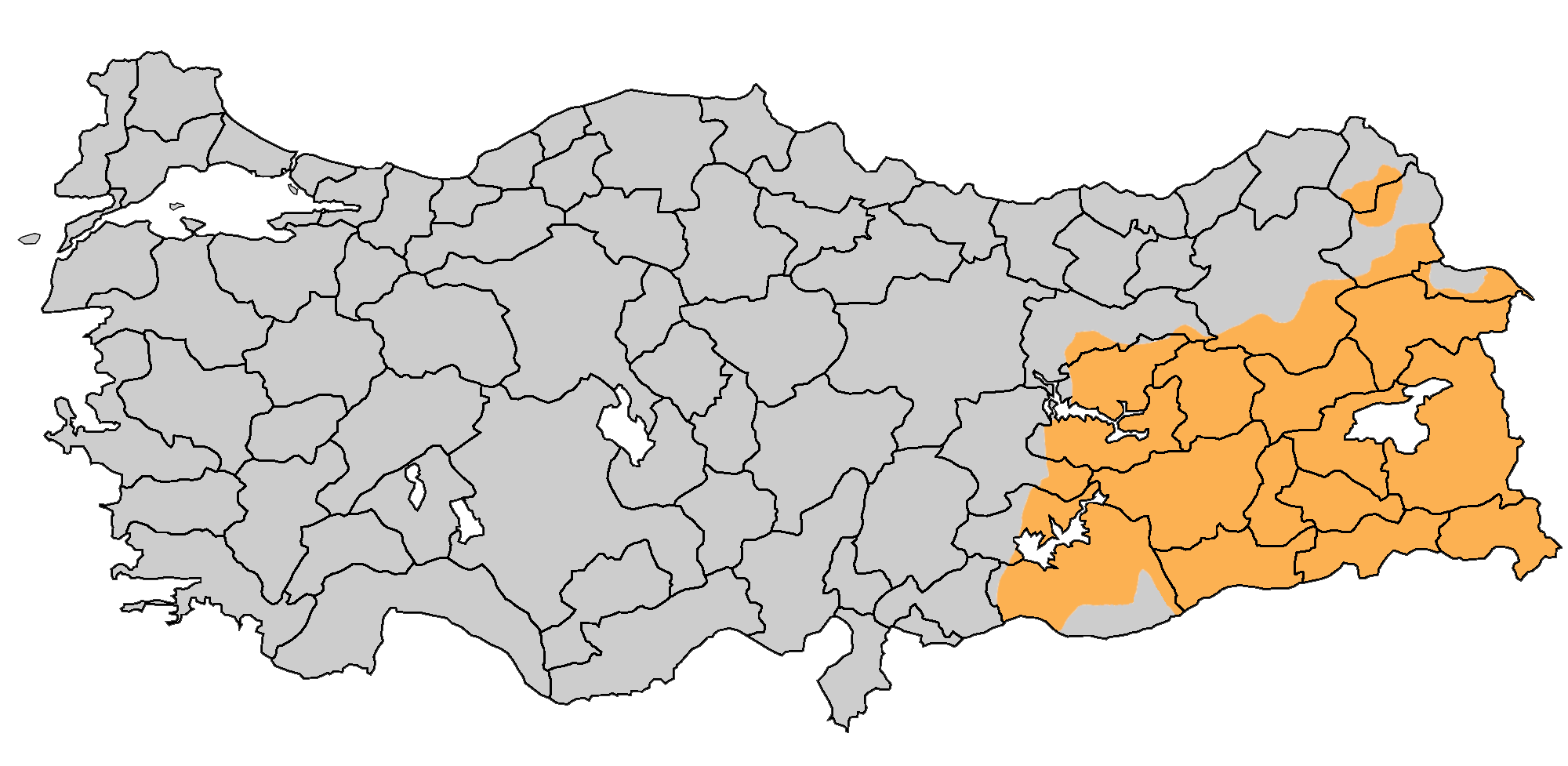
Siedlungsgebiet der türkischen Kurden

Die Kurden in der Türkei stellen mit schätzungsweise 19 Prozent der Gesamtbevölkerung (ca. 15 Millionen) die größte ethnische Minderheit in der Türkei dar. Da bei den Volkszählungen in der Türkei seit 1985 nicht mehr nach der Muttersprache gefragt wird, gibt es keine exakten Angaben zur Anzahl der Kurden in der Türkei. Auf der Grundlage des Vertrags von Lausanne 1923 erkannte die neugegründete Türkei die Kurden – im Gegensatz zu den Armeniern und Griechen – nicht als ethnische Minderheit an, da die Religionszugehörigkeit (im damaligen Fall der Islam) als Kriterium für die nationale Zugehörigkeit bestimmt wurde.

## Geschichte

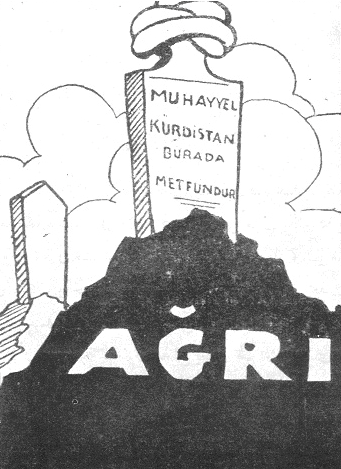
Abbildung aus der Zeitung Cumhuriyet vom 19. September 1930 mit der Aufschrift Hier liegt das fiktive Kurdistan begraben. Bezogen auf den Ararat-Aufstand.

Weite Bevölkerungsteile der Kurden lebten seit dem 11. Jahrhundert unter türkischem Einfluss, zunächst unter den Seldschuken und später unter den osmanischen Herrschern. Zu den ersten offiziellen Beziehungen zwischen Kurden und dem osmanischen Reich kam es im Jahre 1514. Bei der Schlacht von Çaldıran nahmen die Kurden auf Seiten der Osmanen teil. Dadurch erlangten sie die Möglichkeit, ihre autonomen Herrschaftsformen im osmanischen Reich fortzuführen. Die autonome Struktur der kurdischen Fürstentümer dauerte bis ins 19. Jahrhundert, ohne zu weiteren Konflikten zu führen.
Von Beginn des 19. Jahrhunderts bis zum Jahre 1880 und dann weiter bis zum Ersten Weltkrieg gab es zahlreiche kurdische Aufstände, in deren Folge die kurdischen Fürsten ausgeschaltet wurden und die autonomen Herrschaftsstrukturen ein Ende fanden. Teile der kurdischen Eliten fassten daraufhin den Entschluss, einen unabhängigen Staat zu gründen.
Nach der Niederlage des Osmanischen Reiches im Ersten Weltkrieg wurde den Kurden durch die Triple Entente im Frieden von Sèvres 1920 einerseits das Recht auf Selbstbestimmung zugebilligt. Andererseits wurde das kurdische Gebiet aufgeteilt: Die südwestlichen Regionen Kurdistans waren französischer Einflussbereich und wurden so Syrien zugeschlagen, Großbritannien wurde Mandatsmacht im heutigen Irak, dem die südöstlichen kurdischen Landesteile zugefügt wurden.
Angesichts der Besetzung und Teilung der Türkei organisierte Mustafa Kemal, später Atatürk, den Widerstand gegen die europäischen Besatzungsmächte und Griechenland. Durch geschicktes Taktieren und Appellieren an die religiösen Empfindungen der Kurden sicherte er sich die Unterstützung der kurdischen Stammesführer und Scheichs. Die Kurden kämpften darauf erfolgreich auf Seiten der Türken gegen die Besatzungsmächte im nationalen Befreiungskampf.

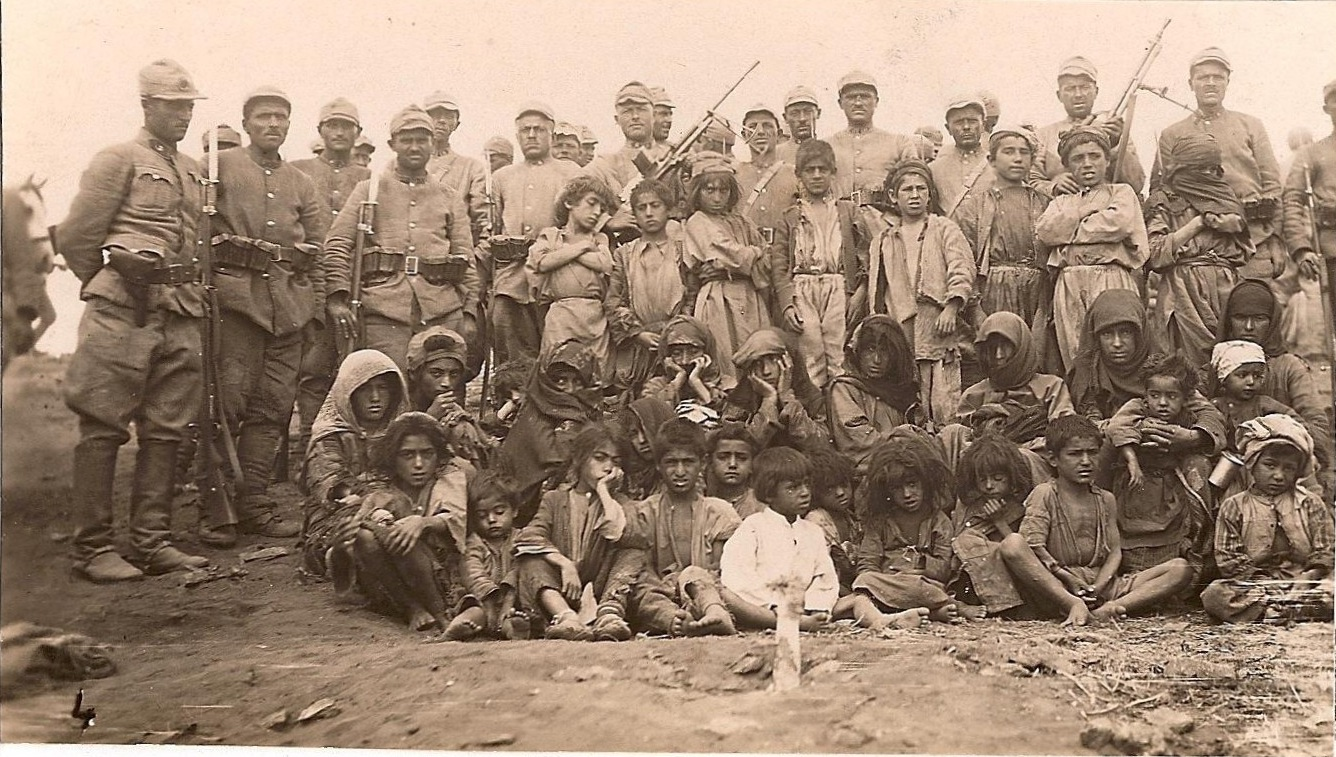
Türkische Soldaten mit einer Gruppe Lokalbevölkerung Dersims, die umgesiedelt wurde

Im neu ausgehandelten Vertrag von Lausanne (24. Juli 1923) wurden die Bestimmungen von Sèvres jedoch revidiert und die Autonomiezugeständnisse an die Kurden fielen weg. Die Reformen von Atatürk, Laizismus und Säkularisierung, stießen bei den durch feudale Strukturen und Religiosität geprägten Kurden auf Widerstand. Hinzu kam, dass die kemalistische Ideologie einen homogenen türkischen Staat vorsah. Gegen diese Reformen und türkische Assimilierungsversuche kam nun seitens der Kurden Widerstand auf.
Bekannt wurde der Ausspruch des türkischen Justizministers Mahmut Esat Bozkurt zur Kurdenfrage. Im Jahre 1930 äußerte er, die Türken seien die Herren des Landes. Diejenigen, die keine „echten Türken“ (Öztürkler) seien, hätten nur ein einziges Recht: Das Recht, Diener oder Sklave zu sein.
Zwischen den Jahren 1925 und 1938 gab es etwa zwanzig kurdische Aufstände, die religiös, wirtschaftlich und politisch motiviert waren. Aufstände wie der Koçgiri-Aufstand (1920), Scheich-Said-Aufstand (1925), der Ararat-Aufstand (1930) und der Dersim-Aufstand (1938) wurden von der türkischen Armee niedergeschlagen. Den Kämpfen folgten umfangreiche Türkisierungsmaßnahmen, so wurden türkische Nachnamen eingeführt und Ortsbezeichnungen durch türkische ersetzt. Daneben erfolgten auch Umsiedlungen mit Deportationen von Kurden und gleichzeitiger Neuansiedlung von Türken.
Die Kurden galten im Sprachgebrauch als Bergtürken. Der offizielle Gebrauch der kurdischen Sprache war lange Zeit verboten und wurde erst unter Recep Tayyip Erdoğan erlaubt.

## Assimilationspolitik in der Türkischen Republik
Hauptartikel: Volksgruppen in der Türkei
Die Existenz der Kurden wurde im Osmanischen Reich nie in Zweifel gezogen und noch in den 1920er Jahren sorgte die Verwendung des Begriffes „Kurdistan“ in offiziellen Dokumenten nicht für Widerspruch. Noch im Misak-ı Millî war nicht die Rede von den Rechten der Türken, sondern der osmanischen Muslime, was klar Bezug auf die Kurden nahm. Atatürk selbst sprach in einem Interview mit Journalisten Anfang 1923 noch offen über die Möglichkeit einer kurdischen Autonomie.
Nach Abschluss des Lausanner Vertrages änderte sich das jedoch grundlegend. Die Türkei betrieb eine Assimilierungspolitik gegenüber den Kurden und leugnete kulturelle und ethnische Unterschiede. So wurde versucht, die Kurden als ein türkisches Volk darzustellen, das aus Zentralasien eingewandert ist. Aufgrund staatlicher Restriktionen konnte die kurdische Kultur nicht frei ausgelebt werden. Noch 1979 hieß es im offiziellen Wörterbuch (Türkçe Sözlük) der Türk Dil Kurumu zur Erklärung des Wortes „Kurde“:

„Name einer Gemeinschaft oder Angehöriger dieser Gemeinschaft türkischer Herkunft, die ihre Sprache verloren hat, eine degenerierte Form des Persischen spricht und in der Türkei, im Irak und Iran lebt.“

Eine weit verbreitete etymologische Deutung des Begriffs „Kurde“ (Kürt) war das Knirschen frischen Schnees unter den Füßen der Bergbewohner.
Nach der Niederschlagung des Scheich-Said-Aufstands wurde ein ‚Reformplan für den Osten‘ (Şark İslahat Planı) entwickelt, in dem die offizielle Position und die Handlungsprinzipien für das Kurdenproblem festgelegt wurden.
Es handelte sich um ein breit gefächertes Programm. Während türkische Politiker von einem „Reformplan“ sprechen, sind kurdische Historiker der Meinung, dass die Grundpfeiler dieses Planes mit den Begriffen Assimilation, Deportation-Umsiedlung und Massenmord bezeichnet werden können. Weitere Gesetze, wie das sogenannte „Tunceli-Gesetz“ oder das Besiedlungsgesetz, auf dessen Grundlage die kurdische Bevölkerung im Westen angesiedelt werden sollte, wurden von den Kurden ebenfalls als Benachteiligung empfunden und führten zum Dersim-Aufstand.
Muttersprachlicher Kurdischunterricht an staatlichen Schulen ist laut Verfassung verboten. In Art. 42, Abs. 9 heißt es:

„Den türkischen Staatsbürgern darf in den Erziehungs- und Lehranstalten als Muttersprache keine andere Sprache beigebracht und gelehrt werden als Türkisch.“

Kurdischsprachige Medien waren bis 1991 verboten. In Art. 2 des Gesetzes Nr. 2932 hieß es dazu:

„Die Darlegung, Verbreitung und Veröffentlichung von Gedankengut in einer anderen Sprache als der ersten Amtssprache der von der Türkei anerkannten Staaten ist verboten.“

Türkisch wurde gesetzlich als Muttersprache aller türkischen Staatsbürger festgelegt. Der Strafrahmen bei Verstößen gegen dieses Gesetz betrug laut Art. 4 sechs Monate bis 2 Jahre Haft. Wer in kurdischer Sprache sprach, sang oder Texte veröffentlichte, konnte nach diesem Gesetz strafrechtlich belangt werden. Aus den Schulbüchern, Lexika und Landkarten wurden die Definitionen und Erläuterungen über Kurden und ihre Siedlungsgebiete verbannt.
Das Gesetz Nr. 2932 wurde 1991 mit Art. 23 lit. e) des Antiterrorgesetzes aufgehoben. Teilweise wurden in den letzten Jahrzehnten jedoch Mängel bei der Umsetzung festgestellt.

## Rechtsstaatliche Reformen
In der Regierungszeit von Turgut Özal und später unter Ecevit (1999–2001) begannen umfassende Reformen im Zivilrecht, die die Menschen- und Freiheitsrechte (zum Beispiel Versammlungs- und Demonstrationsrecht) stärkten. Diese Reformen wurden unter der Adalet ve Kalkınma Partisi (AKP) (seit 2001) fortgesetzt. Unter anderem wurden die kulturellen Freiheiten der kurdischen Minderheit gestärkt. So sind Gebrauch der kurdischen Sprache, Kurdischunterricht in Privatschulen und kurdische Radio- und Fernsehkanäle nun erlaubt. Am 18. August 2004 erteilte die Regulationsbehörde für Fernseh- und Radiosender (RTÜK) drei Privatsendern im Südosten der Türkei die Lizenz, in Kurdisch (im Dialekt Kurmandschi) zu senden. Die Lizenz trat aber nicht gleich in Kraft. Auch der staatliche Sender TRT 3 darf Sendungen in Arabisch, Zazaki, Kurmandschi, Bosnisch usw. ausstrahlen.
Nachdem es im Jahre 2004 dem staatlichen Radio- und Fernsehsender TRT erlaubt wurde, täglich maximal eine Stunde und wöchentlich maximal 4 Stunden Sendungen in lokalen Dialekten auszustrahlen, dauerte es bis März 2006, bevor regionale Sender ebenfalls eine Erlaubnis erhielten. Am 11. Juni 2006 meldete die Tageszeitung Radikal, dass der Hohe Rat für Radio und Fernsehen die zeitliche Begrenzung für Musik und Filme in regionalen Dialekten aufgehoben habe. Am 1. Januar 2009 nahm der erste staatliche und 24 Stunden kurdischsprachige Fernsehsender TRT Kurdî seinen Betrieb auf. Daneben wurde auch eine staatliche kurdischsprachige Radiostation namens „Türkiyenin Sesi“ ins Leben gerufen.
Bei der Bereinigung von Gesetzen, die ein implizites Verbot der kurdischen Sprache vorsahen, hatte der Gesetzgeber das Parteiengesetz übersehen (im Vereinsgesetz wurde es beispielsweise gestrichen). Artikel 222 des Türkischen Strafgesetzes, das am 1. Juni 2005 in Kraft trat, sah eine Strafe zwischen 2 und 6 Monaten Haft vor, wenn jemand gegen das Gesetz zu türkischen Buchstaben aus dem Jahre 1928 verstößt. Das bezog sich auf den Gebrauch von Buchstaben, die zum Beispiel im kurdischen Alphabet, nicht aber im türkischen Alphabet vorhanden sind (wie q, w und x). Mit dem im Jahr 2013 verabschiedeten Demokratiepaket der Regierung Erdoğan wurde das Verbot von kurdischen Buchstaben vollständig aufgehoben.
Die kurdische Sprache wird zudem als Wahlfach in staatlichen Schulen und Universitäten angeboten und erfährt somit erstmals auch eine staatliche Unterstützung. Weiterhin wurde mit diesem Reformpaket auch der Wahlkampf in kurdischer Sprache und die Rückbenennung von vormals türkisierten Ortsnamen ermöglicht.

## Kurdische Organisationen in der Türkei
Nach der Niederschlagung des Koçgiri-Aufstands sahen die Kurden keine Möglichkeit mehr, Politik auf legaler Ebene zu betreiben. Sie gründeten eine geheime politische Partei mit dem Namen „Azadi“ (Freiheit). Die Anführer wurden Ende 1924 verhaftet. 1927 wurde in Beirut eine neue kurdische Partei unter dem Namen ‚Xoybûn-Verein‘ gegründet.
Nachdem die Türkei 1949 zu einem Mehrparteiensystem übergegangen war, betätigten sich zahlreiche Kurden in den etablierten politischen Parteien. Eine eigentliche kurdische Opposition trat mit Verhaftung und dem Gerichtsverfahren von den „neunundvierzig“ (tatsächlich waren es 51 Angeklagte) kurdischen Intellektuellen zutage. Damals wurden bekannte Personen wie Musa Anter, Sait Kırmızıtoprak, Şerafettin Elçi, Naci Kutlay und Kemal Burkay angeklagt, den Versuch unternommen zu haben, mit Beistand ausländischer Staaten die Republik der Türkei zu spalten. Der Prozess der 49 begann am 3. Januar 1961 vor dem Militärgericht in Istanbul. Mit einem ersten Urteil vom 30. April 1964 wurden alle Angeklagten freigesprochen. Der Militärische Kassationshof hob das Urteil auf. Im zweiten Urteil wurden einige Angeklagte verurteilt, aber die Strafen wurden wegen Verjährung nicht rechtskräftig.
Nach dem Militärputsch vom 27. Mai 1960 wurde mit der Verfassung von 1961 erneut ein Mehrparteiensystem eingeführt. Von besonderer Anziehungskraft war für die geistige Führungsschicht der kurdischen Bevölkerung die Türkiye İşçi Partisi (Arbeiterpartei der Türkei). Sie hatte ein sozialistisches Programm und war mit 15 Abgeordneten im Parlament vertreten – allerdings wurde diese Partei 1971 vom Verfassungsgericht verboten, da sie die Kurden als eigenes, gesondertes Volk ansah. Am 16. September 1967 prangerten kurdische Mitglieder der Türkiye İşçi Partisi das Ungleichgewicht zwischen West und Ost im Lande an. Dies geschah in Form von sogenannten „Ost-Treffen“. Diese Treffen bereiteten die Basis für die Gründung der Devrimci Doğu Kültür Ocakları (DDKO). Mehdi Zana, Mümtaz Kotan, Ibrahim Güçlü, Sait Kırmızıtoprak, Mehmed Emîn Bozarslan, Tarık Ziya Ekinci, Naci Kutlay, Kemal Burkay und Ümit Fırat fanden sich dort ein.

### Legale Parteien
Die pro-kurdischen Parteien mit gewisser Nähe zur PKK wurden Anfang der 90er Jahre aktiv. Der im Juni 1990 gegründeten Halkın Emek Partisi (HEP; Arbeitspartei des Volkes) gelang es bei der Parlamentswahl in der Türkei 1991 über eine gemeinsame Liste mit der Sosyaldemokrat Halkçı Parti (Sozialdemokratischen Volkspartei) 22 kurdische Abgeordnete ins Parlament zu entsenden. Im Juli 1993 wurde die HEP durch das Verfassungsgericht verboten. Noch bevor das Verbot erging, war mit der erst Özgürlük ve Eşitlik Partisi (ÖZEP;Freiheits- und Gleichheitspartei), dann Özgürlük ve Demokrasi Partisi (ÖZDEP; Freiheits- und Demokratiepartei) und schließlich Demokrasi Partisi (DEP; Demokratie-Partei) genannten Partei Ersatz geschaffen worden.
Ein großer Teil der Abgeordneten von HEP trat der DEP bei. Am 3. März 1994 wurde den DEP-Abgeordneten die Immunität entzogen, sie wurden verhaftet und später zu langen Haftstrafen verurteilt. Die DEP wurde am 16. Juni 1994 verboten. Als sich das Verbot der DEP abzeichnete, gründete deren Vorstandsmitglied Murat Bozlak 1994 die Halkın Demokrasi Partisi (HADEP; Partei der Demokratie des Volkes). Die HADEP, die bei den Wahlen 1995 die 10-Prozent-Hürde nicht überspringen konnte, kam nicht ins Parlament. Am 23. Juni 1996 wurde bei einer Feier anlässlich der Gründung der HADEP ihre leitenden Funktionäre verhaftet. Grund dafür war, dass Leute eine türkische Flagge am Parteitag herunterrissen, was großes Aufsehen erregte. Bei den Kommunalwahlen am 18. April 1999 gewann die HADEP 37 Bürgermeisterämter – darunter auch das Oberbürgermeisteramt von Diyarbakır. Wegen vermeintlichen Kontakten zur PKK wurde auch gegen sie ein Verbotsverfahren betrieben. Den Platz der HADEP nahm die 1998 gegründete Demokratik Halk Partisi (DEHAP; Demokratische Volkspartei) ein. Die DEHAP löste sich angesichts eines Verbotsverfahrens im November 2005 selbst auf und übergab ihre Büros der Partei des Demokratik Toplum Partisi (DTP; Partei der demokratischen Gesellschaft), die 2009 per Verfassungsgericht geschlossen worden ist.
Neben den Parteien, denen nachgesagt wird, dass sie der legale Arm der PKK seien, gibt es weitere pro-kurdische Parteien, die sich deutlich von der PKK distanzieren. Dazu gehört die Demokrasi ve Barış Partisi (DBP Demokratie und Frieden Partei). Sie wurde 1996 gegründet. Ihr Vorsitzender war Refik Karakoç. Anfang März 2002 löste sich die DBP auf und beschloss, innerhalb der Hak ve Özgürlükler Partisi (HAK-PAR; Partei für Recht und Freiheiten) weiterzumachen. Der erste Vorsitzende der HAK-PAR war Abdülmelik Fırat. Er wurde später von Sertaç Bucak abgelöst. Aufgrund erschwerter Konditionen für ein Vereinsverbot entging die Partei Anfang 2008 nur knapp einem Verbot. DBP und HAK-PAR wird eine Nähe zur illegalen Sozialistischen Partei Kurdistans (PSK) nachgesagt.
Şerafettin Elçi, der lange Jahre in türkischen Parteien Politik betrieb, ist verantwortlich für die Gründung weiterer Parteien. Am 3. Januar 1997 gründete er die „Demokratik Kitle Partisi“ (DKP; Demokratische Massenpartei). Allerdings wurde die Partei am 26. Februar 1999 vom Verfassungsgericht geschlossen, weil sie gegen die Unteilbarkeit von Volk und Staat verstoßen haben soll. Jahre später gründete er am 19. Dezember 2006 die Katılımcı Demokrasi Partisi (KADEP; Partei der Partizipatorischen Demokratie). Elçi war bis zu seinem Tod 2012 Vorsitzender der Partei.
İbrahim Güçlü ist der Name hinter einer Initiative, die beabsichtigt, eine Partei jenseits bestehender Fraktionen unter den Kurden zu gründen. Die Initiative nennt sich Kürt Ulusal Birlik Hareketi (TEVKURD Bewegung der kurdischen nationalen Einheit).
2008 nahm die Barış ve Demokrasi Partisi für sich in Anspruch die politischen und kulturellen Interessen der kurdischen Minderheit zu vertreten. Bei den Parlamentswahl in der Türkei 2011 starteten die Mitglieder der BDP als unabhängige Kandidaten, um die Sperrklausel von 10 % zu umgehen. Später schlossen sie sich der BDP an und bildeten dadurch eine knapp 30 Mitglieder große Fraktion. 2014 wiederum traten viele Politiker der BDP der Halkların Demokratik Partisi (HDP) bei, die nicht mehr nur eine „kurdische“ Partei war, sondern auch viele türkische linke, sozialistische und andere Gruppen einbinden wollte. Die HDP schaffte es bei der Parlamentswahl 2015 als Partei mit 13 % ins Parlament. Eine andere bekannte kurdische Partei ist die 2012 gegründete mehr islamische Hür Dava Partisi, der eine ideologische Nähe zu der im Jahre 2000 zerschlagenen illegalen Organisation Hizbullah (Türkei) nachgesagt wird.

### Illegale Organisationen
Auf der illegalen Ebene machte die „Demokratische Partei Kurdistans-Türkei“ (T-KDP), in Anlehnung an die Demokratische Partei Kurdistans (KDP) zuerst auf sich aufmerksam. Bekannte Mitglieder waren Sait Elçi, Faik Bucak und Sait Kırmızıtoprak, der den Vorsitz innehatte. 1975 folgte die Sozialistische Partei Kurdistans, die sich erst PSKT (Sozialistische Partei Kurdistans – Türkei) und dann nur noch PSK nannte. In der Türkei war sie unter dem Namen Freiheitsweg (Özgürlük Yolu) bekannt. Weitere illegale Organisationen waren: Rizgari (Freiheit gegründet 1976 – seit 1988 als Partei PRK), Ala Rizgari (Fahne der Freiheit – gegründet 1978), KAWA (Name des mystischen Helden Kawa – gegründet 1976), KUK (Nationale Befreiung Kurdistans – gegründet 1978) und KİP (Kurdische Arbeiterpartei – gegründet 1977), daraus entstand 1983 die PPKK (Avantgardistische kurdische Arbeiterpartei). Die 1992 gegründete KKP (Kommunistische Partei Kurdistans) verfolgt die gleichen Ziele wie die Kommunistische Arbeiterpartei der Türkei (TKEP).
Der unumstrittene Führer der Arbeiterpartei Kurdistans (PKK) Abdullah Öcalan stand als Student in Ankara erst der THKP-C (Türkische Volksbefreiungspartei-Front) und den Theorien von Mahir Çayan nahe. Später trennten er (und andere Gruppen) sich von den linken türkischen Gruppen, weil diese behaupteten, dass die Kurdenfrage sich von selbst löse, wenn in der Türkei eine sozialistische Herrschaft errichtet worden sei. Die Gruppe um Öcalan nannte sich zunächst Nationale Befreiungsarmee (UKO), war in der Türkei jedoch vorwiegend unter dem Namen Apocular (Apoisten oder Anhänger von Apo, Kurzform von Abdullah) bekannt. Der Begriff Apocu hielt sich noch lange nach der Gründung der PKK am 27. November 1978.
Bis zum Militärputsch in der Türkei 1980 trugen nicht nur Militante von legalen und illegalen rechten und linken Organisationen bewaffnete Kämpfe miteinander aus. Es bekämpften sich sowohl Organisationen der türkischen Linken als auch die illegalen kurdischen Organisationen untereinander. Schon vor dem Militärputsch kam es zu Massenverhaftungen von Angehörigen der PKK. Nach dem Militärputsch wurden fast alle illegalen Organisationen in der Türkei durch Inhaftierung der führenden Mitglieder handlungsunfähig gemacht. Nur einige Kader konnten sich durch Flucht ins Ausland retten. Abdullah Öcalan war schon im Mai 1979 erst in den Libanon und dann nach Syrien geflohen.

#### Bewaffneter Konflikt mit der PKK
Der bewaffnet ausgetragene Konflikt zwischen Einheiten der PKK und den türkischen Sicherheitskräften, der am 15. August 1984 begann, soll bis 2009 etwa 40.000 Todesopfer gefordert haben. Andere Schätzungen sprechen von 45.000 Todesopfern. Der Vorsitzende des Menschenrechtsvereins (İnsan Hakları Derneği İHD), Öztürk Türkdoğan legte im März 2012 dem türkischen Parlament einen Bericht vor, in dem er von 33.635 Todesopfern politischer Gewalt in 32 Jahren (seit dem Militärputsch 1980) sprach. Dieser Bilanz zufolge starben 26.731 Menschen bei bewaffneten Auseinandersetzungen. 6.904 Zivilisten wurden Opfer von politischen Morden, verschwanden oder starben in Haft.
Mitte September 2008 nannte der Generalstabschef İlker Başbuğ Journalisten für den Zeitraum von 24 Jahren (15. August 1984 bis 15. August 2008) die Zahl von 32.000 „ausgeschalteten Terroristen“ (getötete Militante der PKK). Im gleichen Zeitraum seien 5.560 Zivilisten und 6.482 Angehörige der Streitkräfte getötet worden. Die Zahl der aktiven „Terroristen“ wurde (wie schon 1999) mit 6.000 angegeben. Nach einer Recherche vom Februar 2012 ist das durchschnittliche Alter, in dem Militante sich der PKK anschließen, 19,4 Jahre. Sie haben im Durchschnitt eine Überlebenschance von 6,9 Jahren. Bis 2002 mussten die lebend gefassten „Aufständischen“ mit Todesstrafe und Hinrichtung rechnen. Nach dem Militärputsch 1980 wurden auch etliche Personen wegen Aktivitäten für die PKK zum Tode verurteilt, aber keines dieser Urteile wurde vollstreckt, obwohl die letzten zwei in der Türkei vollstreckten Todesurteile offensichtlich eine Reaktion auf den Beginn des bewaffneten Kampfes der PKK waren.

#### Strafverfolgung
Wer in der Türkei als Mitglied einer bewaffneten Organisation (im alten Strafrecht war das eine „bewaffnete Bande“) an einer Aktion mit tödlichem Ausgang teilnimmt, erhält die Höchststrafe (bis 2002 war das die Todesstrafe, seitdem erschwerte lebenslange Haft). Bei kurdischen Organisationen, die als separatistisch eingestuft werden, wird dabei der Artikel 302 neues Türkisches Strafgesetz (TStG, das Gesetz 5237, es war der Artikel 125 im alten TStG mit der Nummer 765) angewandt. Artikel 125 (altes TStG) und Artikel 302 (neues TStG) werden auch bei Personen angewandt, die eine leitende Funktion in einer solchen Organisation innehaben, ohne selbst an bewaffneten Aktionen teilgenommen zu haben. So verbüßt der PKK-Chef Abdullah Öcalan eine erschwerte lebenslange Haft, die nach gültiger Rechtsprechung bis zum physischen Tod dauert. Auch die Abgeordneten der Demokratiepartei (Demokrasi Parti, DEP) wie Leyla Zana, Hatip Dicle oder Orhan Doğan wurden unter dieser Vorschrift angeklagt. Sie wurden im Endeffekt als Mitglieder einer „bewaffneten Bande“ (Artikel 314 neues TStG, Artikel 168 altes TStG) verurteilt und kamen wegen einer Verringerung des Strafmaßes auf freien Fuß.
Die Unterscheidung im Strafrecht zwischen Mitgliedern und Unterstützern wurden sowohl durch das neue Strafrecht als auch durch Musterurteile des Kassationshofs weitgehend nivelliert, so dass auch Teilnehmer von Demonstrationen wie Mitglieder einer bewaffneten Organisation bestraft werden können. Es ist in der Türkei nach wie vor gefährlich, eine abweichende Meinung zur Kurdenfrage zu vertreten oder sich für die Rechte der Kurden einzusetzen. Das erste Strafgesetzbuch der türkischen Republik (TStG, Gesetz Nr. 765 vom 1. März 1926) war bis zum 1. Juni 2005 gültig und stellte im Artikel 142/2 separatistische Propaganda (sie wurde als „Zersetzung des Nationalgefühls“ bezeichnet) unter Strafe. Diese und andere Bestimmungen des Strafgesetzes, die die Meinungsfreiheit beschnitten, wurden nach dem Militärputsch 1980 intensiv angewendet. Zu den Personen, die nach Artikel 142 TStG verurteilt und von amnesty international als gewaltfreie Gefangene eingestuft wurden, gehörte u. a. der türkischstämmige Soziologe İsmail Beşikçi, der sich für die Rechte der Kurden einsetzte. Es gab mindestens 37 Prozesse gegen ihn, wobei sich die Haftstrafen auf über 76 Jahre summierten.
Das Gesetz 3713 zur Bekämpfung des Terrorismus (das Anti-Terror-Gesetz ATG) vom April 1991 strich vier der oft kritisierten Artikel aus dem TStG. Jedoch wurde der Artikel 142 TStG praktisch identisch durch Artikel 8 ATG ersetzt. Als sich die Verurteilungen der Türkei am Europäischen Gerichtshof für Menschenrechte (EGMR) wegen einer Verletzung der Meinungsfreiheit von Personen, die nach Artikel 8 ATG verurteilt worden waren, häuften, forderte das Ministerkomitee die Türkei auf, Abhilfe zu schaffen. Mit dem Reformpaket 6 (Gesetz 4928 vom 19. Juli 2003) wurde der Artikel 8 ATG abgeschafft. Dafür wird nun verstärkt auf den Artikel 7/2 ATG (Propaganda für eine illegale Organisation) zurückgegriffen.
Die seit 2009 geführten Verfahren gegen vermeintliche Mitglieder der Union der Gemeinschaften Kurdistans (KCK) haben ebenfalls zu Kritik von Menschenrechtsorganisationen geführt. Mehrere tausend Personen (Politiker, Gewerkschafter, Journalisten, Akademiker, Menschenrechtler) sind angeklagt, Mitglieder oder Unterstützer einer bewaffneten Organisation zu sein, ohne dass eine Waffe gefunden oder ihnen eine bewaffnete Aktion zur Last gelegt wird. Auch im Fortschrittsbericht der Europäischen Kommission vom 12. Oktober 2011 wurde Kritik geäußert.
Im April 2016 stellte Sedat Laçiner fest, dass es in der Türkei 11.000 aus politischen Gründen Inhaftierte gäbe, nicht zuletzt Akademiker, Journalisten und andere Intellektuelle, wobei es ein weltweit einmaliger Zustand sei, dass in der Türkei mittlerweile auch dann wegen Terrorismus verurteilt werden könne, wenn selbst mittelbar keinerlei Bezug zu politischer Gewalt angeklagt sei. Hierfür sei durch die AKP-Regierung im Jahr 2013 der Begriff „unbewaffneter Terrorismus“ erfunden und durch die Rechtsprechung angewandt worden. Human Rights Watch hatte bereits in einem Bericht von 2013 darauf hingewiesen, dass unter den Anti-Terror-Gesetzen Tausende von Journalisten und Aktivisten inhaftiert seien, die sich gewaltfrei etwa für Rechte der Kurden eingesetzt hätten. Die türkischen Anti-Terror-Gesetze waren und sind ein Hinderungsgrund für die Schaffung der Visafreiheit für die Türkei in Bezug auf die EU.